# Lorenz-von-Stein-Institut für Verwaltungswissenschaften
Das Lorenz-von-Stein-Institut für Verwaltungswissenschaften (LSI) ist ein zur Christian-Albrechts-Universität zu Kiel gehörendes Forschungsinstitut für Verwaltungswissenschaften in Kiel.
Es wurde 1980 als außeruniversitäre Forschungseinrichtung des Landes Schleswig-Holstein gegründet. 2007 wurde das bisherige Institut formal aufgelöst. Zugleich wurde ein Institut gleichen Namens als Einrichtung der Christian-Albrechts-Universität zu Kiel neu geschaffen. Der Name des Instituts bezieht sich auf Lorenz von Stein, der Mitte des 19. Jahrhunderts in Kiel studierte und als Staats- und Rechtswissenschaftler wirkte. 
Das Institut betätigt sich neben den originären wissenschaftlichen Forschungen auch als Eigenverlag für wissenschaftliche Veröffentlichungen. Zu den Publikationen gehören insgesamt fünf Veröffentlichungsreihen ("Schriftenreihe des Lorenz-von-Stein-Instituts für Verwaltungswissenschaften", "Arbeitspapiere", "Quellen zur Verwaltungsgeschichte", "Modernisierung von Staat und Verwaltung" und "Landesrecht Schleswig-Holstein"), in denen auch das Standardwerk Gesetze des Landes Schleswig-Holstein von Bernd Hoefer – aktuell in neunter Auflage (2024) – erscheint.